# Kemba (Kuusalu)
Pour les articles homonymes, voir Kemba.
Kemba est un village de la Commune de Kuusalu du Comté de Harju en Estonie.
Au 31 décembre 2011, elle compte 47 habitants.